# 三重交流道 (國道1號)
25°04′33″N 121°29′40″E / 25.07583°N 121.49444°E
三重交流道為臺灣國道一號的交流道，位於臺灣新北市三重區，指標為27.1k。:208為中山高最早通車路段的起點:355-357。1972年由韓國極東建設得標承包，大韓民國駐華大使館經濟參事姜錫在見證簽約。:2為配合三重交流道開闢，臺北縣政府重新規劃三重市的道路系統，舖設重陽路連接至縱貫公路，:355-357另闢忠孝路、中正南北路連接三重市區。:355-357原仁愛街則被三重交流道一分為二，重陽路原規劃向東北方向延伸的第五段則改線縮短。1979年臺灣省公路局興建三重站，多條路線自三重站發車，經三重交流道駛上中山高。另有多家國道客運於三重交流道外，個別設置國道客運車站重陽站或三重站。
三重交流道是三重區對外重要交通孔道，尖峰時段容易發生嚴重壅塞。:208三重交流道在興建時，聯邦建設也在附近興建聯邦三重社區。1975年蔣中正逝世，4月16日上午由臺北移至慈湖陵寢途經三重，有135個機關單位在三重交流道旁路祭。1983年10月南下出口匝道由單車道拓寬為雙車道，並且增闢分向出口通往溪尾街。1988年，交通部運研所針對當地交通提出一份調查報告，建議打通仁愛街，開闢兩線快車道的地下道。1995年3月，二屆立委蔡勝邦於立法院會向連戰內閣提出專案質詢，期待交通部高速公路局儘速規劃將仁愛街全線打通，未能如願。
|  | 27 三重 | 三重 |

## 參閲
- 臺汽客運三重站

## 外部連結
- 國道一號三重交流道示意圖 （页面存档备份，存于）（交通部高速公路局）